# Grant (Nebraska)
Grant é uma cidade localizada no estado americano de Nebraska, no Condado de Perkins.

## Demografia
Segundo o censo americano de 2000, a sua população era de 1225 habitantes.
Em 2006, foi estimada uma população de 1122, um decréscimo de 103 (-8.4%).

## Geografia
De acordo com o United States Census Bureau, a localidade tem uma área de 1,9 km², sem área coberta por água. Grant localiza-se a aproximadamente 1040 m acima do nível do mar.

## Localidades na vizinhança
O diagrama seguinte representa as localidades num raio de 32 km ao redor de Grant.